# Buskhyttan
Buskhyttan – miejscowość (tätort) w Szwecji, w regionie administracyjnym (län) Södermanland (gmina Nyköping).
Miejscowość położona jest ok. 15 km na południowy zachód od Nyköping w prowincji historycznej (landskap) Södermanland, nad zatoką Marsviken (Morze Bałtyckie).
W 2010 r. Buskhyttan liczyło 225 mieszkańców.